# Araneus workmani
Araneus workmani là một loài nhện trong họ Araneidae.
Loài này thuộc chi Araneus. Araneus workmani được Eugen von Keyserling miêu tả năm 1884.